# Gianni Minervini
Gianni Minervini (Roma, 21 ottobre 1966) è un ex nuotatore italiano.
Specializzato nei 100 metri rana, ha vinto sette campionati italiani in questa gara, in cui è stato competitivo a livello mondiale tra il 1984 e il 1992.

## Carriera
Debutta ai Giochi Olimpici a Los Angeles nel 1984 dopo aver vinto il suo primo titolo italiano. L'anno dopo partecipa alle Universiadi di Kōbe dove arriva secondo nei 100: agli europei di Sofia sfiora il podio nei 100 e vince il bronzo nella staffetta 4 x 100 m mista con Mauro Marini, Fabrizio Rampazzo e Andrea Ceccarini. Nel 1986 viene convocato per i mondiali di Madrid, gareggia nei 100 m dove arriva terzo, ma vince la medaglia d'argento a causa della squalifica di Adrian Moorhouse, che aveva vinto la finale in 1'02"01.
Nel 1987 gareggia a Strasburgo agli europei nei 100 dove è medaglia di bronzo, e nella staffetta mista che va in finale arrivando quarta. Ai successivi giochi del Mediterraneo di Latakia, in Siria, arrivano due vittorie, oro nei 100 e nella 4 x 100 m, entrambe le volte con tempi migliori di quelli ottenuti agli europei. Fa parte della nazionale che va a Seul per i Giochi Olimpici del 1988, e in Corea del Sud arriva settimo in finale nei 100 m. La sua terza partecipazione agli europei nel 1989 gli porta un'altra medaglia in staffetta, terzi in finale con Stefano Battistelli, Marco Braida e Giorgio Lamberti; nella gara individuale arriva quarto in finale.
A gennaio del 1991 va a Perth per i campionati del mondo e lì vince ancora una medaglia mondiale arrivando terzo nei 100 m e stabilendo l'ultimo dei suoi primati italiani nella distanza; il tempo di 1'01"74 verrà migliorato nel 1999 da Domenico Fioravanti. è finalista anche nella staffetta mista, quinta con Battistelli, Lorenzo Michelotti e Lamberti. In estate partecipa ai Giochi del Mediterraneo di Atene, e poche settimane dopo nella stessa città ai campionati europei, dove vince ancora il bronzo nei 100 m. Nel successivo dicembre viene convocato per la prima edizione degli europei sprint; a Gelsenkirchen vince altri due bronzi nei 50 metri rana e nella staffetta 4 x 50 metri mista.
Ha concluso la carriera con la sua terza partecipazione olimpica a Barcellona nel 1992. diciannove anni dopo ha fatto parte del comitato organizzatore dei Campionati Mondiali di Nuoto del 2009 a Roma.
Dopo essere stato per anni manager in Procter&Gamble nell'ottobre 2017 diventa Direttore Esecutivo della Ligue Européenne de Natation.

## Palmarès
| Giochi olimpici              | 100 m rana             | 4 x 100 m mista                   |
| 1984 Los Angeles Stati Uniti | 1º in finale B 1'03"99 | squalificato in batteria          |
| 1988 Seul Corea del Sud      | 7º 1'02"93             | 15º - 3'52"06 frazione: 1'05"06   |
| 1992 Barcellona Spagna       | 2º in finale B 1'02"39 | 11º - 3'44"30 frazione: 1'02"96   |
| Campionati del mondo         | 100 m rana             | 4 x 100 m mista                   |
| 1986 Madrid Spagna           | Argento 1'03"00        | 9º - 3'51"37 :                    |
| 1991 Perth Australia         | Bronzo 1'01"74         | 5º - 3'42"29 frazione: 1'01"38    |
| Campionati europei           | 100 m rana             | 4 x 100 m mista                   |
| 1985 Sofia Bulgaria          | 4º 1'03"64             | Bronzo: 3'46"09 :                 |
| 1987 Strasburgo Francia      | Bronzo 1'02"66         | 4º - 3'46"63 :                    |
| 1989 Bonn Germania Ovest     | 4º 1'02"33             | Bronzo: 3'43"14 frazione: 1'01"98 |
| 1991 Atene Grecia            | Bronzo 1'02"41         | ---                               |
| Europei in vasca corta       | 50 m rana              | 4 x 50 m mista                    |
| 1991 Gelsenkirchen Germania  | Bronzo 27"51           | Bronzo: 1'39"84 :                 |
| Giochi del Mediterraneo      | 100 m rana             | 4 x 100 m mista                   |
| 1987 Latakia Siria           | Oro 1'02"26            | Oro: 3'44"60 :                    |
| 1991 Atene Grecia            | Bronzo 1'04"94         | ---                               |
| Universiadi                  | 100 m rana             | ---                               |
| 1985 Kobe Giappone           | Argento 1'03"38        | ---                               |

### Campionati italiani
7 titoli individuali e 2 in staffette, così ripartiti:
- 7 nei 100 m rana
- 2 nella 4 x 100 m mista

| Anno | Edizione    | rana 100 m | rana 200 m | mista 4x100 m |
| ---- | ----------- | ---------- | ---------- | ------------- |
| 1984 | Estivi      | 1          | 3          | -             |
| 1985 | Estivi      | 1          | -          | 2             |
| 1986 | Estivi      | 1          | -          | 2             |
| 1987 | Estivi      | 3          | -          | 2             |
| 1988 | Estivi      | 1          | -          | -             |
| 1990 | Primaverili | 1          | -          | 3             |
| 1990 | Estivi      | 1          | -          | 1             |
| 1991 | Primaverili | -          | -          | sq (1º)       |
| 1991 | Estivi      | -          | -          | 1             |
| 1992 | Primaverili | 1          | -          | 2             |